# مالافريتا (أين)
مالافريتا (بالفرنسية: Malafretaz)‏ هي بلدية فرنسية تقع في إقليم الأين في فرنسا. رمز إنسي لها هو:1229. أما الرمز البريدي لها فهو: 1340.